# 日本とベリーズの関係
日本とベリーズの関係（英語: Japan–Belize relations）では、日本とベリーズの関係について概説する。

## 両国の比較
|             | ベリーズ                   | 日本                           | 両国の差                   |
| ----------- | -------------------------- | ------------------------------ | -------------------------- |
| 人口        | 39万353人（2019年）        | 1億2626万人（2019年）          | 日本はベリーズの約323.5倍  |
| 国土面積    | 2万2970km²                 | 37万7972 km²                   | 日本はベリーズの約16.5倍   |
| 首都        | ベルモパン                 | 東京都                         |                            |
| 最大都市    | ベリーズシティ             | 東京都区部                     |                            |
| 政体        | 立憲君主制                 | （民主制）議院内閣制           |                            |
| 公用語      | 英語                       | 日本語（事実上）               |                            |
| 国教        | なし                       | なし                           |                            |
| GDP（名目） | 18億7961万米ドル（2019年） | 5兆819億6954万米ドル（2019年） | 日本はベリーズの約2718.3倍 |
| 地図        |                            |                                |                            |

## 歴史

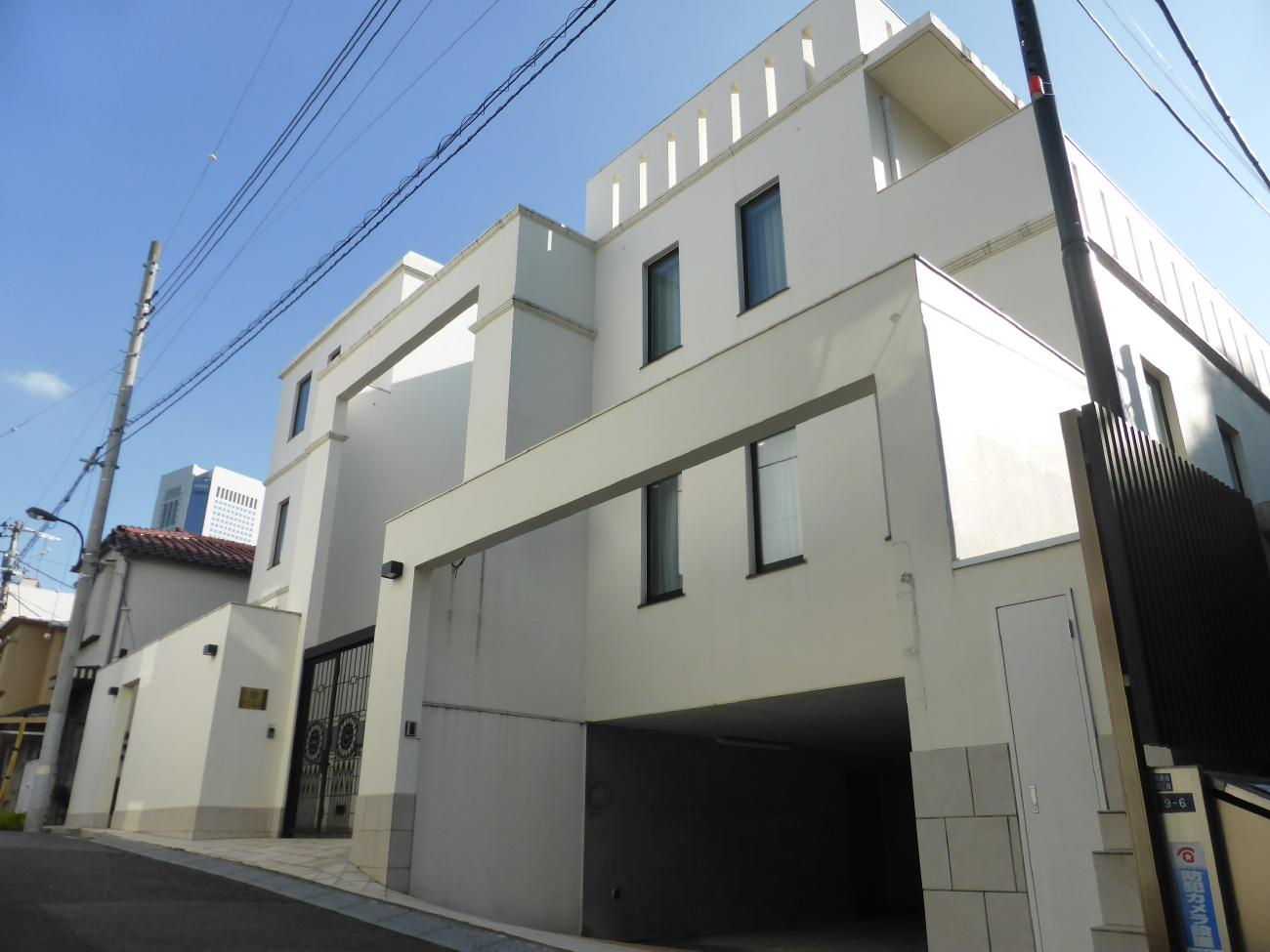
駐日ベリーズ大使館全景（東京）

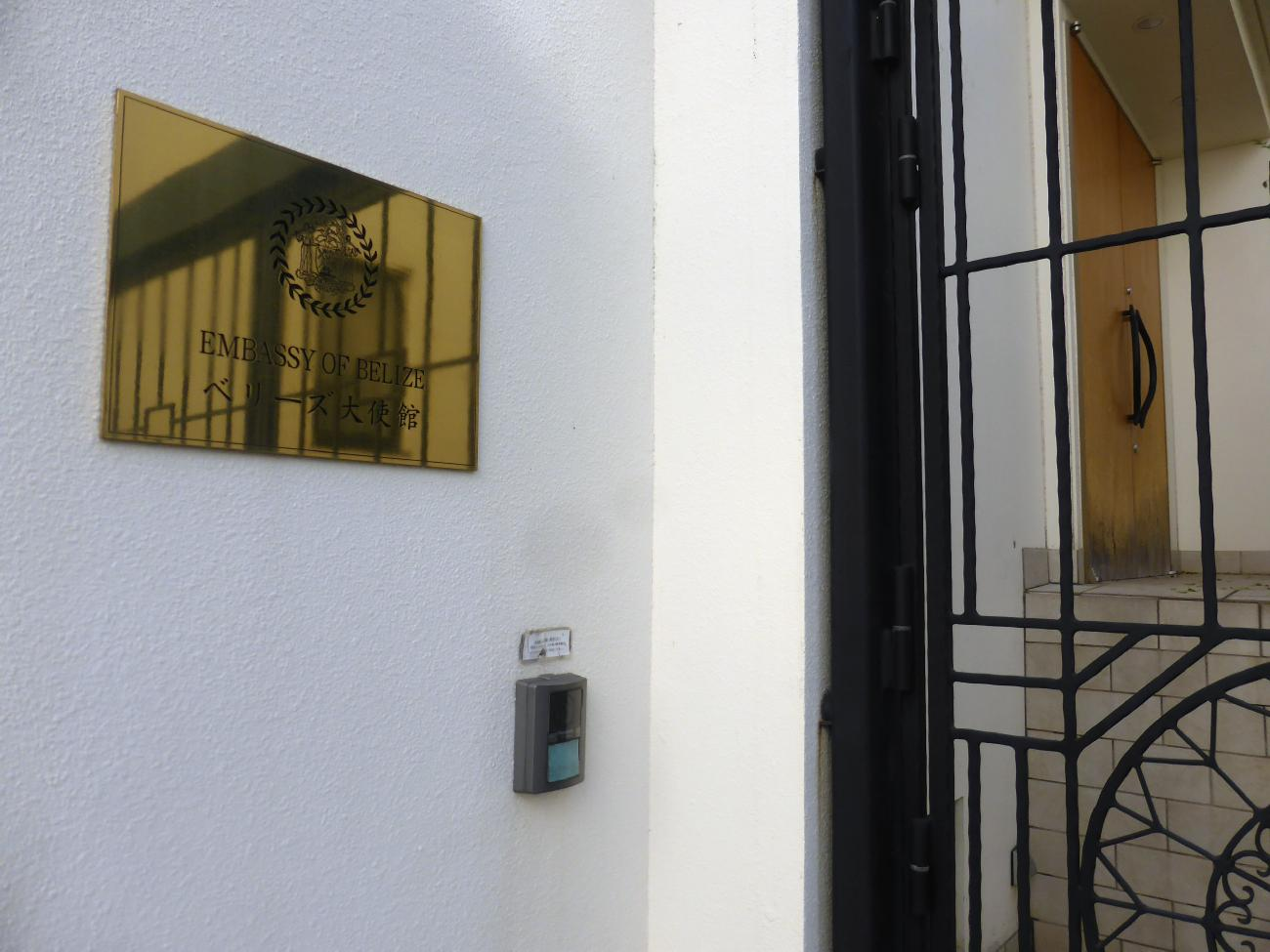
駐日ベリーズ大使館正面玄関

1981年9月21日にイギリスから独立すると同時に日本はベリーズを国家承認、翌1982年11月3日に外交関係を開設した。1984年の3月27日には駐メキシコ日本国大使館が兼轄という形で日本大使館が開設され、2006年1月1日からは歴史的にベリーズと関わり深いジャマイカの、駐ジャマイカ日本国大使館が兼轄する事になった。さらに2009年1月には、最大の都市ベリーズシティに駐ベリーズシティ日本国名誉総領事が設置された。2019年1月には在ベリーズ日本国大使館が首都ベルモパンに建立された。
一方のベリーズは外交関係が樹立した1984年に駐日ベリーズ名誉領事を設置し、1995年7月3日には名誉総領事に昇格した。2001年8月には東京に駐日ベリーズ大使館が設置される（ただし2021年現在、大使が常駐したことはなく実質的には兼勤駐在官事務所）。2018年7月には、ダイアン・ヘイロック駐日大使（日本非常駐であり、台北に常駐し在台湾ベリーズ大使も兼ねる）が信任状を捧呈した。

## 現況

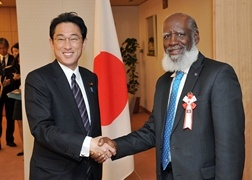
日・ベリーズ外相会談（2014年）

旧宗主国であったイギリスや歴史的に繋がりの深いアメリカ合衆国、領土問題を抱えるグアテマラなどの隣国との関係を重視しているため、日本との外交関係はあまり緊密とは言えない。しかし交流は存在し、要人の往来としては、平成の即位の礼（1990年）で当時ベリーズ総督であったデイム・ミラ・ミニタ・ゴードン氏が、令和の即位の礼(2019年）でサー・コルヴィル・ヤング総督が訪日している。そのほか、1996年には当時ベリーズ首相であったマヌエル・エスキベル氏が訪日し、日本との関係強化を図っている。
ベリーズにとって日本はアメリカ合衆国に次ぐ主要援助国であり、2017年までに無償資金協力は9.6億円、技術協力は22.25億円に上る。支援内容は主に防災・環境面であり、ベリーズはハリケーンや洪水等の被害を受けやすく，気候変動対策も含め自然災害に対する脆弱性克服が重要な課題となっていることから、2006年に締結された技術協力協定を通して様々な防災技術・クリーンエネルギー技術が日本から提供された。教育面での支援も重視されており、小学校や高校、幼稚園が日本により建設された。人的な支援としては、2016年までに青年海外協力隊が延べ152人、シニア海外ボランティアが延べ11人派遣されているほか、1986年からは継続的に防災、観光、環境、情報技術等様々な分野でベリーズからの研修員を受け入れている。2015年には両国の間で開発協力大綱が決定し、さらなる開発支援が模索されている。
貿易関係としては、対日輸出は6.6億円に対し、対日輸入は16.7億円とベリーズの赤字である。主要品目は輸出がマグロなどを中心とする魚介類であり、輸入品は機械類や船舶となっている。文化的交流としては、2014年10月に津軽三味線の公演が行われた。

## 外交使節

### 駐日ベリーズ大使
- （臨時代理大使）イスマエル・ガルシア（東京常駐、2001～2002年）

1. デビッド・カークウッド・ギブソン（本国常駐、2002～2018年、信任状捧呈は3月13日[13]）
  - （臨時代理大使）イスマエル・ガルシア（東京常駐、2002～2009年）
2. ダイアン・カーラ・ヘイロック（台北常駐、2018～2022年、信任状捧呈は10月22日[14]）
3. キャンディス・ピッツ（シンプル英語版）（台北常駐、2022年～、信任状捧呈は9月2日[15]）